# 暖核一号
暖核一号是中華人民共和國一個核動力零碳供热项目，由国家电力投资集团山东核电有限公司联合中國多家设计研究院所、设备制造機構研发，由海阳核电站三代百万千瓦级核电机组負責實施。

## 歷史
2019年，暖核一号一期3.15万千瓦核能供热工程投运。2021年，暖核一号二期20.25万千瓦核能供热工程投运，供暖面积近500万平方米，供暖面积覆盖海阳市全城区，海阳市也由此成为中華人民共和國首个零碳供暖城市。截至2022年11月，暖核一号的供热能力占中華人民共和國核能供热总能力的92.8%。2022年7月，暖核一号900兆瓦远距离跨区域核能供热工程开工，2023年投运，供暖面积达3000万平方米。